# Herman Wilhelm Bissen
Herman Wilhelm Bissen (13 de outubro de 1798 – 10 de março de 1868), foi um escultor dinamarquês. Bissen fez uma série de obras públicas, esculpindo em gesso, mármore e bronze. 
A Galeria Nacional da Dinamarca tem uma coleção de mais de duzentas de suas obras, incluindo mais de cem bustos. Entre suas obras mais conhecidas está o monumental Landsoldaten (1858) em Fredericia, a estátua de Adam Oehlenschläger (1854–61) em frente ao Teatro Real Dinamarquês em Copenhague e a estátua equestre do Rei Frederik VII da Dinamarca em frente ao Castelo de Christiansborg.